# Le Buisson-de-Cadouin
Le Buisson-de-Cadouin (Occitaans: Lo Boisson de Cadonh) is een gemeente en dorp in Frankrijk in het departement Dordogne (24). De gemeente telde 1.954 inwoners op 1 januari 2022.
In 1974 fuseerde de toenmalige gemeente Le Buisson-Cussac met Cadouin, Paleyrac en Urval. Deze laatste gemeente werd weer zelfstandig in 1989.
In Cadouin bevindt zich een cisterciënzer abdij uit de 11e eeuw. Een andere bezienswaardigheid vormen de Grottes de Maxange.

## Geografie
De oppervlakte van  bedraagt 50,37 km², de bevolkingsdichtheid is 38 inwoners per km² (per 1 januari 2019).
De onderstaande kaart toont de ligging van Le Buisson-de-Cadouin met de belangrijkste infrastructuur en aangrenzende gemeenten.

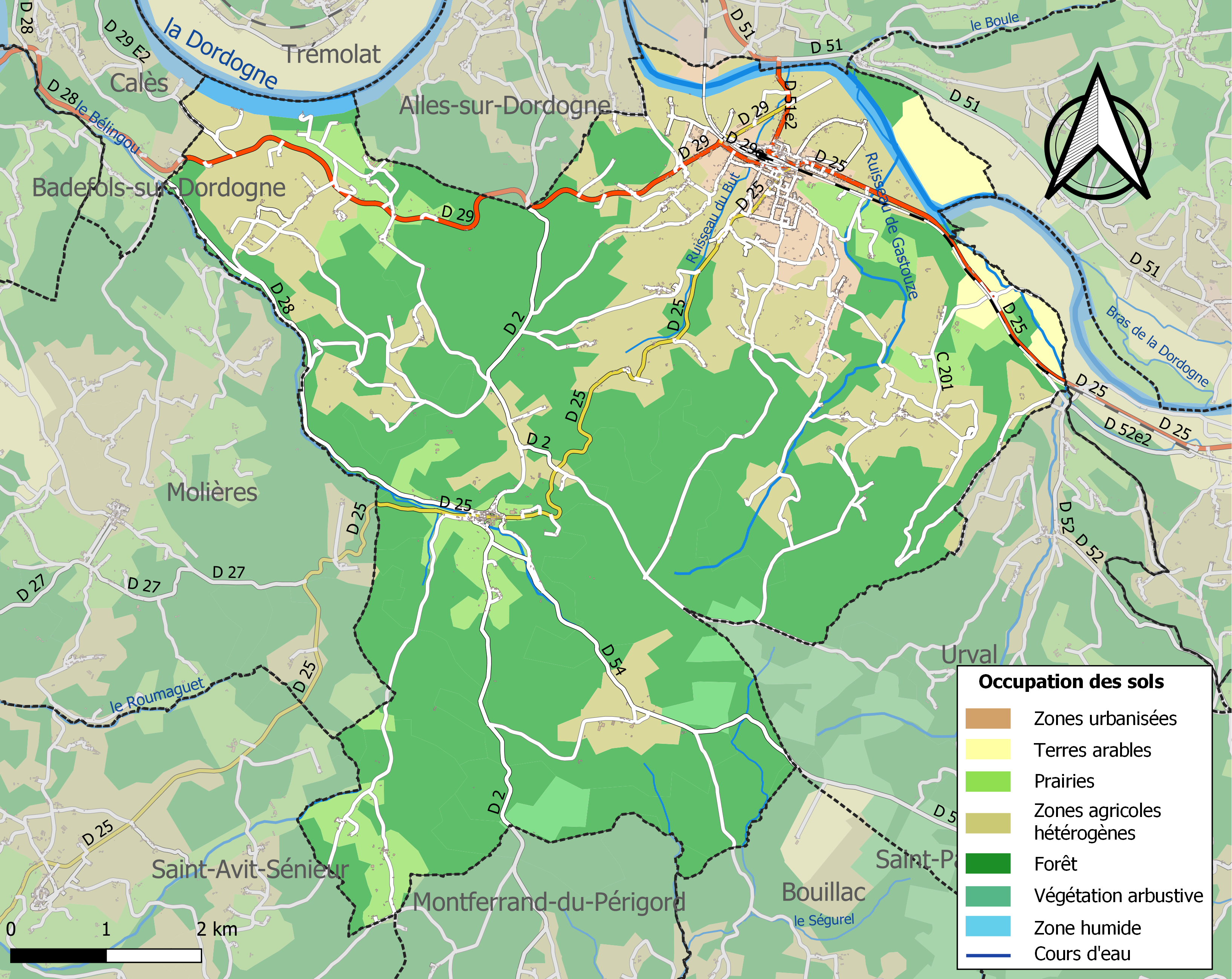

## Verkeer
In de gemeente ligt het spoorwegstation Le Buisson.

## Demografie
Onderstaande figuur toont het verloop van het inwonertal (bron: INSEE-tellingen).